# مدونای بروخه
مدونای بروخه (انگلیسی: Madonna of Bruges) یک مجسمه سنگ مرمر از مریم به همراه عیسیِ کودک می‌باشد که از کارهای هنرمند ایتالیایی رنسانس، میکل‌آنژ است. تصویر هنری و ذهنیت شکل گرفته در تصورات میکل‌آنژ از مدونا و کودک (که در چند اثر دیگر وی با همین موضوع وجود دارد) دارای بازنمایی متفاوت و بسیار جلوتر از کارهای مشابه از دیگران در همین زمینه است. 
به نظر می‌رسد که میکل‌آنژ تمایل به ویژگی‌هایی همچون یک باکره مومنِ خندان دارد که کودکش را در آغوش گرفته اما در اینجا و این اثر هنری عیسی به حالت ایستاده و راست قامت است. تقریباً می‌توان گفت که توسط مریم پشتیبانی نشده و فقط آزادانه با دست چپ مریم مهار و کنترل می‌شود. این در حالی است که مریم به فرزندش چسبیده نیست یا حتی اگر به وی دقت نمایید متوجه خواهید شد که خیره به پایین نگاه می‌کند. اعتقاد بر این است که این کار، ابتدا برای یک قطعه محراب در نظر گرفته شده بود. در آغاز سده ۱۵ میلادی مجسمه‌های ساخته شده بخصوص در سبک رنسانس از یک شیوه هِرمی تبعیت می‌کردند و این مورد در اغلب کارهای داوینچی هم در اواخر سده ۱۴۰۰ کاملاً مشهود است.

## نگارخانه

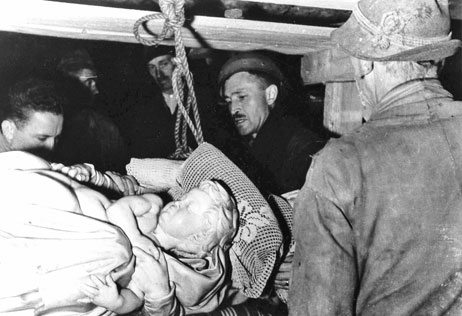